# Einzenn Ham
Einzenn Ham (* 16. Dezember 2003) ist ein philippinischer Eishockeyspieler, der seit 2023 bei Krazy to the Max in der philippinischen Liga spielt.

## Karriere
Einzenn Ham begann seine Karriere bei den Omni Brokers in der Manila Ice Hockey League. 2018 wechselte er in die höherklassige philippinische Eishockeyliga. Dort spielte er zunächst bei den Philippine Eagles. 2019 ging er zu Manila Bay Lightning und 2022 zu den Manila Chiefs. Seit 2023 spielt er für Krazy to the Max.

### International
Im Juniorenbereich nahm Ham mit der philippinischen Auswahl am IIHF U20 Challenge Cup of Asia 2018, 2019, als der dritte Platz erreicht wurde, und 2022 teil.
Bei der Weltmeisterschaft 2023 in der Division IV spielte er erstmals in der philippinischen Herren-Auswahl und stieg mit ihr in die Division III auf. Dort spielte er dann bei der Weltmeisterschaft 2024.

## Erfolge und Auszeichnungen
- 2019 Bronzemedaille beim IIHF U20 Challenge Cup of Asia
- 2023 Aufstieg in die Division III, Gruppe B, bei der Weltmeisterschaft der Division IV